# 潮江素戔嗚神社
潮江素盞嗚神社（しおえすさのおじんじゃ）は、兵庫県尼崎市潮江2丁目に鎮座する神社である。主祭神は素盞鳴尊と玉依姫命。

## 歴史
創建年代は不詳だが、室町時代の享禄年間（1528年～1531年）に三好長慶が当社に戦勝を祈願したと伝えられている。社殿は元々小字大宮にあったが、天正年間（1573年～1593年）に現在地に遷座された。
昭和20年（1945年）の戦災により社殿が焼失。戦後まもなく再建されたが、老朽化が進んだため、平成26年（2014年）12月に千鳥破風付入母屋造りの拝殿および春日造りの本殿として再建された。

## 特徴
境内には幹周り三抱え程の楠がある。拝殿内には2014年12月14日に大算盤と、算盤型の賽銭箱が奉納された。

## 文化的影響
アニメ「忍たま乱太郎」の聖地として知られる。原作者の尼子騒兵衛が奉納した「潮江文次郎」の絵馬が拝殿内に飾られている。
また、尼崎出身のお笑いコンビ・ダウンタウンの松本人志と浜田雅功の名前が刻まれた玉垣が境内にあり、ファンの間で「聖地」とされている。